# Le Prince (film, 2021)
Pour les articles homonymes, voir Le Prince (homonymie).
Cet article possède des paronymes, voir Prince et Leprince.
Pour plus de détails, voir Fiche technique et Distribution.
Le Prince est un film dramatique allemand réalisé par Lisa Bierwirth, sorti en 2021 en Allemagne et en 2022 en France.

## Synopsis
Monika, 40 ans, galeriste en art contemporain à Francfort, est prise dans une descente de police lors d'une soirée ; elle y échappe grâce à Josef, qui se présente comme un homme d'affaires congolais cherchant des investisseurs pour une mine de diamants au Congo. Demandeur d'asile, il est en attente de régularisation et vit de petits trafics. Une histoire d'amour naît entre eux, malgré leurs mondes opposés. Les proches de Monika se méfient énormément de cet homme sorti de nulle part. Différents évènements amènent les deux amoureux à douter l'un de l'autre, une méfiance mutuelle s'insinue peu à peu dans leur relation. 

## Fiche technique
- Titre original et français : Le Prince
- Réalisation : Lisa Bierwirth
- Scénario : Lisa Bierwirth et Hannes Held
- Image : Jenny Lou Ziegel
- Montage : Bettina Böhler
- Costumes : Sandra Ernst
- Producteurs : Maren Ade, Jonas Dornbach, Valeska Grisebach, Janine Jackowski, Claudia Tronnier et Ben von Dobeneck
- Société de production : Komplizen Film
- Pays de production :  Allemagne
- Durée : 125 minutes
- Genre : drame, romance
- Sortie :
  - Allemagne : 30 septembre 2021
  - France : 15 juin 2022

## Distribution
- Ursula Strauss : Monika
- Passi : Joseph Babibanga
- Àlex Brendemühl : Peter
- Victoria Trauttmansdorf : Ursula
- Denis Mpunga : Vladimir